# Kyselina benzoová
Kyselina benzoová (lat. acidum benzoicum) je nejjednodušší aromatická jednosytná karboxylová kyselina. Za normálních podmínek jde o bezbarvou až bílou krystalickou látku. Jedná se o slabou kyselinu. Využívá se jako konzervační prostředek, léčivo proti kožním infekcím a je velice důležitým prekurzorem v organické syntéze.

## Výskyt
V přírodě se vyskytuje jak volně tak i ve sloučeninách, hlavně v pryskyřici benzoe a v esterech (balzámech).

## Příprava a výroba
Kyselina benzoová se průmyslově vyrábí oxidací toluenu kyslíkem za katalýzy kobaltovým katalyzátorem. Laboratorně ji lze připravit oxidací toluenu manganistanem draselným, nebo reakcí fenylmagnesium bromidu s oxidem uhličitým a následným okyselením.
Lze ji také připravit uvolněním z její lépe dostupné soli, benzoanu sodného, a to pomalým přikapáváním silnější kyseliny chlorovodíkové do zředěného (5–6%) roztoku této soli. Výsledný produkt je poté odfiltrován a promyt vodou. Rekrystalizace z vody poskytne čistý produkt.
C6H5COONa + HCl → C6H5COOH + NaCl

## Využití

### Konzervační prostředek
Kyselina benzoová (E210) a její soli (sodná E211, draselná E212 a vápenatá E213) se používají jako konzervační prostředky v potravinářském průmyslu. Přidávají se do ovocných šťáv a nápojů, omáček, pomazánek, marmelád, nakládané zeleniny, hořčice, chemicky vykynutého těsta a koření s pH pod 4,5. Koncentrace kyseliny benzoové při použití v potravinách je nejčastěji mezi 0,05 a 0,1 %.

### Organická syntéza
Kyselina benzoová je velice důležitý prekurzor pro mnoho dalších organických látek, nejdůležitější jsou:
- Benzoylchlorid, C6H5C(O)Cl, je základním prekurzorem pro mnoho derivátů kyseliny benzoové, jako třeba benzylbenzoát, který se používá jako hmyzí repelent.
- Benzoylperoxid, [C6H5C(O)O]2, využití v kosmetice.
- Fenol, C6H5OH, vyrábí se oxidační dekarboxylací při 300–400 °C, fenol se využívá hlavně pro syntézu nylonu.

### Lékařství
Používá se v kombinaci s kyselinou salicylovou při léčbě kožních infekcí a může se využívat také proti akné.

### Průmysl
Kyselina benzoová a její soli se také mohou používat v některých zubních pastách, v kosmetických přípravcích s pH pod 4 a některých deodorantech.

## Metabolismus a zdravotní vliv
Kyselina benzoová se v těle odbourává na kyselinu hippurovou, která je koncovou sloučeninou metabolismu některých xenobiotik a je vylučována močí z těla. Lidské tělo vyloučí denně přibližně 0,44 g/l[zdroj?] kyseliny hippurové, avšak pokud je organismus vystaven toluenu nebo benzoové kyselině, může tato hodnota být vyšší. WHO (Světová zdravotnická organizace) stanovila maximální tolerovatelný příjem na 5 mg/kg hmotnosti těla na den.
Nežádoucí účinky kyseliny benzoové při nadměrné expozici na tělo mohou vyvolat kopřivku, astma, rinitidu nebo anafylaktický šok.
Smrtelná dávka LD50 je 1700–2530 mg/kg (orálně, potkan), smrtelná koncentrace LC50 pro ryby 214 mg/dm3 (48 h).